# Jesu Hochzeit
Jesu Hochzeit ist eine Mysterien-Oper in zwei Akten von Gottfried von Einem. Das Libretto verfasste seine Frau Lotte Ingrisch. Es beruht auf Bibel-Zitaten und eigenen Versen der Librettistin. Das Werk erlebte seine Uraufführung am 18. Mai 1980 im Theater an der Wien (Regie: Giancarlo del Monaco) und wurde live im ORF und ZDF übertragen.

## Handlung

### Erster Akt
Innenraum einer Kirchenruine. Maria und Josef sind über die Schwangerschaft Marias irritiert, es wird ihnen dann aber verkündigt, dass Maria den Heiland zur Welt bringen wird. Die Tödin demonstriert ihre Macht über die Welt, der Knabe Lazarus wird von ihr gejagt und dann erwürgt. Jesus will ihr Einhalt gebieten und verweist auf die nahende Aussöhnung zwischen Menschheit und Tod. Symbolisch küsst er die Tödin, dies ist seine Vermählung mit ihr, aber beide werden von einem Blitz niedergestreckt. Maria und Josef erkennen ihren Sohn nicht wieder. Maria Magdalena, auf der Suche nach ihrem Bruder Lazarus, wird von Jesus getröstet, indem er den Knaben zum Leben erweckt. Die Tödin will sich rächen, legt dazu die Maske des Judas an, was Magdalena zu einem Anfall von Besessenheit bringt, wodurch sie Jesus zur Unkeuschheit zu verführen trachtet. Dieser lässt sich aber weder von ihr noch seinen Eltern beirren und zieht gemeinsam mit seinen Jüngern nach Jerusalem.

### Zweiter Akt
Durch einen Sturm wird der Zug nach Jerusalem gestört, aber Jesus vermag ihn zu bändigen und verweist auf das künftige Himmelreich. Die Apostel verwandeln sich in die Evangelisten, die Jünger hingegen zu einer grauen Volksmasse. Von der Tödin in der Maske des Judas aufgepeitscht, wenden sich die falschen Apostel von Jesus ab und verurteilen ihn zum Tod. Maria und Josef erkennen ihren Sohn wieder, werden aber vom Engel des Herrn fortgeführt, um dessen Kreuzigung nicht miterleben zu müssen.

### Nachspiel
Maria Magdalena ist bekehrt und bekennt sich zu ihrem Glauben.

## Gestaltung

### Instrumentation
Die Orchesterbesetzung der Oper enthält die folgenden Instrumente:
- Holzbläser: zwei Flöten (2. auch Piccolo), zwei Oboen, zwei Klarinetten, zwei Fagotte
- Blechbläser: zwei Hörner, zwei Trompeten, Bassposaune
- Pauken, Schlagzeug: Triangel, Becken, Tamburin, Militärtrommel, Rührtrommel, große Trommel, zwei Holzblöcke ad lib.
- Gitarre (elektrisch verstärkt)
- Streicher

### Musik
Die Musik bewegt sich in einer gemäßigt modernen Harmonik. Zahlreiche Dur- und Mollkänge sind bestimmten Protagonisten zugeordnet.

## Entstehungs- und Rezeptionsgeschichte
Bereits im Mittelalter und der frühen Neuzeit gab es theatralische Spiele mit dem Thema der Eheschließung Jesu. Seit den 1970er Jahren gab es auch eine „Jesuswelle“ im Musiktheater (etwa mit Andrew Lloyd Webbers Musical Jesus Christ Superstar), in die sich dieses Werk allerdings nur mittelbar einreiht.
Zunächst war geplant, die Oper beim Carinthischen Sommer in Ossiach als modernes Mysterienspiel in der Stiftskirche herauszubringen, doch wurde diese Idee nach Bedenken der Festspielleitung dann wieder verworfen. Nach dem Beschluss, die Wiener Festwochen 1980 mit der Oper zu eröffnen, wurde diese Idee von zahlreichen bekannten Persönlichkeiten (darunter neben vielen anderen auch Helmut Zilk und Ernst Wolfram Marboe) begrüßt, von ultrakatholischen Kreisen jedoch auch sehr energisch bekämpft. Ingrisch hatte sich bei Kardinal König eigens versichert, dass gegen eine Aufführung seitens der katholischen Kirche Österreichs nichts einzuwenden sei. Doch setzte dann eine so drastische Ablehnungsfront gegen das Werk ein, dass eine Aufführung fast nicht zustande kam. Der ORF hatte die Senderechte dann gemeinsam mit dem ZDF erworben und sich trotz der Opposition durchgesetzt, die Uraufführung, während der es zu lauten Zwischenrufen kam und Stinkbomben geworfen wurden, zu übertragen.
Weitere Einstudierungen in den 1980er Jahren gab es am Niedersächsischen Staatstheater Hannover (Dirigent: George Alexander Albrecht) und am Staatstheater Mainz (1987). Doch überlagerte die kontroversielle Debatte über den geistlichen Inhalt des Werks die Auseinandersetzung mit Gottfried von Einems Musik. Erst die späte Wiederaufführung anlässlich des Carinthischen Sommers 2016 wurde von der Kritik als „Ehrenrettung“ eines wichtigen Schritts in die musikalische „Postmoderne“ gewürdigt.